# Église du Sacré-Cœur (Kirov)
Pour les articles homonymes, voir Église du Sacré-Cœur.
L'église du Sacré-Cœur-de-Jésus (Церковь Пресвятого Сердца Иисуса), appelée aussi localement église polonaise d'Alexandre, est une église catholique de la ville de Kirov (anciennement Viatka) en Russie. C'est aujourd'hui une salle de concert dans laquelle se déroulent épisodiquement des messes. Ce monument du patrimoine historique protégé a été édifié en 1903.

## Historique
C'est à la fin du XIXe siècle que des Polonais influents demandent la permission de faire bâtir une église à Viatka (aujourd'hui Kirov) et font appel à un architecte varsovien, K. Wojciechowski, pour les plans et à Ivan Tcharouchine pour mener les travaux à bien. L'église est consacrée au Sacré Cœur de Jésus le 31 août 1903, en remerciement également à l'empereur Alexandre III qui donné la permission de la construire. C'est pourquoi elle est appelée localement l'église polonaise d'Alexandre.
La paroisse catholique de Viatka est en forte augmentation à la veille de la Première Guerre mondiale, puis pendant son déroulement lorsque des réfugiés polonais affluent des provinces occidentales, et diminue ensuite lorsque la Pologne devient indépendante, et que nombre de ses paroissiens s'établissent dans le pays d'origine de leurs ancêtres. Il y avait une école polonaise et une bibliothèque.
En 1922, le mobilier et les objets du culte sont réquisitionnés pour être vendus, puis l'église est fermée par les autorités communistes en 1933. Elle devient une annexe de l'institut vétérinaire. La paroisse continue à se réunir clandestinement dans des appartements. L'évêque gréco-catholique Léonide Féodoroff (1879-1935), béatifié en 2001, est emprisonné à Viatka en 1934-1935 et y meurt le 7 mars 1935.
Pendant la grande terreur de 1937-1938, les paroissiens actifs et leur curé Frantisek (François) Budris (1887-1937) sont fusillés. La paroisse est liquidée.
Après le retour dans les années 1990 de relations normales entre l'État et les différentes confessions, la paroisse catholique de Kirov est de nouveau enregistrée. Cependant l'église ne lui est pas restituée, car entretemps elle a été transformée en salle de concert. Les paroissiens ont le droit d'y célébrer des messes de façon épisodique, malgré l'opposition de l'administration de la salle de concert, et se réunissent habituellement dans une maison privée. La paroisse du Sacré-Cœur dépend du doyenné du centre de la Russie qui dépend lui-même de l'archidiocèse de Moscou.

## Architecture
L'édifice est de style éclectique, mélangeant le style baroque avec des éléments néoclassiques et Modern Style. Elle est recouverte de briques peintes en jaune et décorée d'ornements de pierre blanche. La façade principale présente un portique à fronton triangulaire à la grecque entre deux tours symétriques servant de clochers.

## Source
- (ru) Cet article est partiellement ou en totalité issu de l’article de Wikipédia en russe intitulé « Александровский костёл (Киров) » (voir la liste des auteurs).